# 沃克·齐默尔曼
沃克·齐默尔曼（英語：Walker Zimmerman，1993年5月19日—），生于喬治亞州勞倫斯維爾，美国男子足球运动员，2017年加入成年国家队。他曾代表美国参加2022年国际足联世界杯。